# ОШ Бора Станковић Јелашница
ОШ „Бора Станковић” у Јелашници, једна је од установа основног образовања на територији општине Сурдулица.
Школа је основана 1889. године, а на садашњој локацији ради од 1956. године. Поред матичне школе постоји и издвојено одељење у селу Стајковце.
Страни језици који се уче у школи су руски и енглески језик. Настава се одвија у преподневној смени.